# Улісес Сауседо
Улісес Сауседо (ісп. Ulises Saucedo, 3 березня 1896 — 21 листопада 1963) — болівійський футбольний тренер і суддя.

## Кар'єра тренера
У молодості навчався в Лондоні, де займався футболом, і, повернувшись до Болівії, мав великі знання про цей спорт.
Став тренером-піонером у Болівії, де керував найсильнішим клубом і став чемпіоном у 1930 році. 
Тренував національну збірну Болівії під час першого чемпіонату світу з футболу в Уругваї в 1930 році. Болівія програла обидва матчі 0:4 Югославії та Бразилії.
У 1932 році став тренером «Болівара», з яким також став чемпіоном, хоча турнір був призупинений через війну в Чако, яка почалася у вересні того ж року. Тож Ліга нагородила його клуб титулом, не завершивши чемпіонат.

## Кар'єра арбітра
Виступав як рефері під час ЧС-1930 на матчі збірних Аргентини та Мексики, де Аргентина виграла 6:3, а Сауседо по ходу гри призначив три пенальті, за наступні 76 років це змогли повторити лише три арбітра. Помічником судді у цій грі був Константин Редулеску, тренер збірної Румунії. Перший з трьох пенальті став прем'єрним в історії чемпіонатів світу, який був реалізований. Відзначився мексиканець Мануель Росас. Також Сауседо судив ще 5 поєдинків як боковий суддя.
Помер 21 листопада 1963 року на 68-му році життя.